# Revolution (2024)
L'édition 2024 de Revolution est un Pay-per-view de catch (lutte professionnelle) produit par la promotion américaine All Elite Wrestling. L'événement a eu lieu le 3 mars 2024 au Greensboro Coliseum à Greensboro (Caroline du Nord). Il s'agit de la cinquième édition de Revolution.

## Contexte
Les spectacles de la All Elite Wrestling (AEW) sont constitués de matchs aux résultats prédéterminés par les scénaristes de la AEW. Ces rencontres sont justifiées par des storylines – une rivalité entre catcheurs, la plupart du temps – ou par des qualifications survenues dans les shows de la AEW. Tous les catcheurs possèdent un gimmick, c'est-à-dire qu'ils incarnent un personnage gentil (Face) ou méchant (Heel), qui évolue au fil des rencontres. Un événement comme Revolution est donc un événement tournant pour les différentes storylines en cours.

## Tableau des matchs
| Ordre par numéros | Résultat | Stipulation(s) | Temps |
| --- | --- | --- | ----- |
| 1P | Bang Bang Scissor Gang (The Acclaimed (Anthony Bowens, Max Caster et Billy Gunn) et Bullet Club Gold (Jay White, Austin et Colten Gunn)) battent Jeff Jarrett, Jay Lethal, Satnam Singh, Willie Mack et Private Party (Isiah Kassidy et Marq Quen) (avec Sonjay Dutt et Karen Jarrett) | 12-Man Tag Team match | 12:25 |
| 2P | Kris Statlander et Willow Nightingale (avec Stokely Hathaway) battent Julia Hart et Skye Blue | Tag Team match | 13:30 |
| 3 | Christian Cage (c) (avec Killswitch, "The Prodigy" Nick Wayne et Mother Wayne) bat Daniel Garcia | Match simple pour le AEW TNT Championship | 16:50 |
| 4 | Eddie Kingston (c) bat Bryan Danielson | Match simple pour le Continental Crown Championship (AEW Continental Championship, NJPW Strong Openweight Championship et ROH World Championship) Si Bryan Danielson perd, il devra serrer la main de son adversaire. | 19:45 |
| 5 | Wardlow bat Chris Jericho, Brian Cage, Hook, Powerhouse Hobbs, Lance Archer, Dante Martin et Magnus | All Star 8-Man Scramble match Le gagnant deviendra aspirant no 1 au AEW World Championship. | 15:45 |
| 6 | Roderick Strong bat Orange Cassidy (c) | Match simple pour le AEW International Championship | 12:45 |
| 7 | Blackpool Combat Club (Jon Moxley et Claudio Castagnoli) battent FTR (Cash Wheeler et Dax Harwood) par soumission | Tag Team match | 21:50 |
| 8 | "Timeless" Toni Storm (c) (avec Luther et Mariah May) bat Deonna Purrazzo | Match simple pour le AEW Women's World Championship | 12:15 |
| 9 | Will Ospreay bat Konosuke Takeshita | Match simple | 22:00 |
| 10 | Samoa Joe (c) bat "Hangman" Adam Page et Swerve Strickland (avec Prince Nana) par soumission | 3-Way match pour le AEW World Championship | 19:40 |
| 11 | Sting et Darby Allin (c) (avec Ric Flair) battent The Young Bucks (Matthew et Nicolas Jackson) par soumission | Tornado Tag Team match pour les AEW World Tag Team Championship Il s'agit du dernier match de la carrière de Sting en tant que catcheur.                                                                              | 18:16 |
| La lettre C placée entre parenthèses désigne la personne ou l’équipe championne en titre. P – indique que le match a eu lieu lors du pré-show | | |       |